# Stelis dupliciformis
Stelis dupliciformis är en orkidéart som beskrevs av Charles Schweinfurth. Stelis dupliciformis ingår i släktet Stelis och familjen orkidéer. Inga underarter finns listade i Catalogue of Life.